# Моломолинці
Моломо́линці — село в Україні, у Лісовогринівецькій сільській територіальній громаді Хмельницького району Хмельницької області. Розташоване на лівому березі Бужка, лівої притоки Південного Бугу. Населення становить 381 особу.

## Історія
Під час Голодомору 1932—1933 років померло щонайменше 89 жителів села.

## Пам'ятки
Неподалік від села розташований Моломолинцівський гідрологічний заказник.

## Галерея

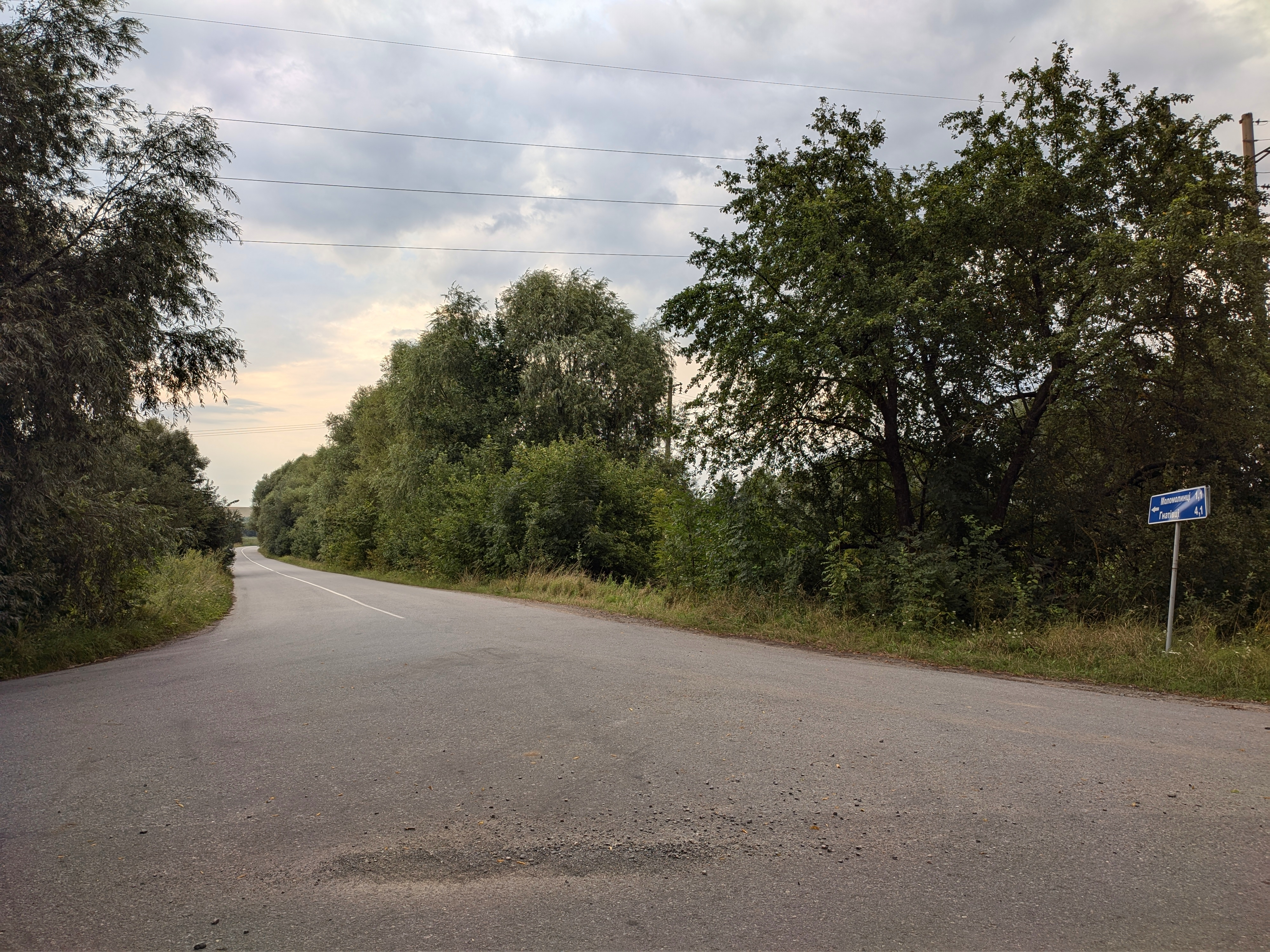
Дорога на Моломолинці
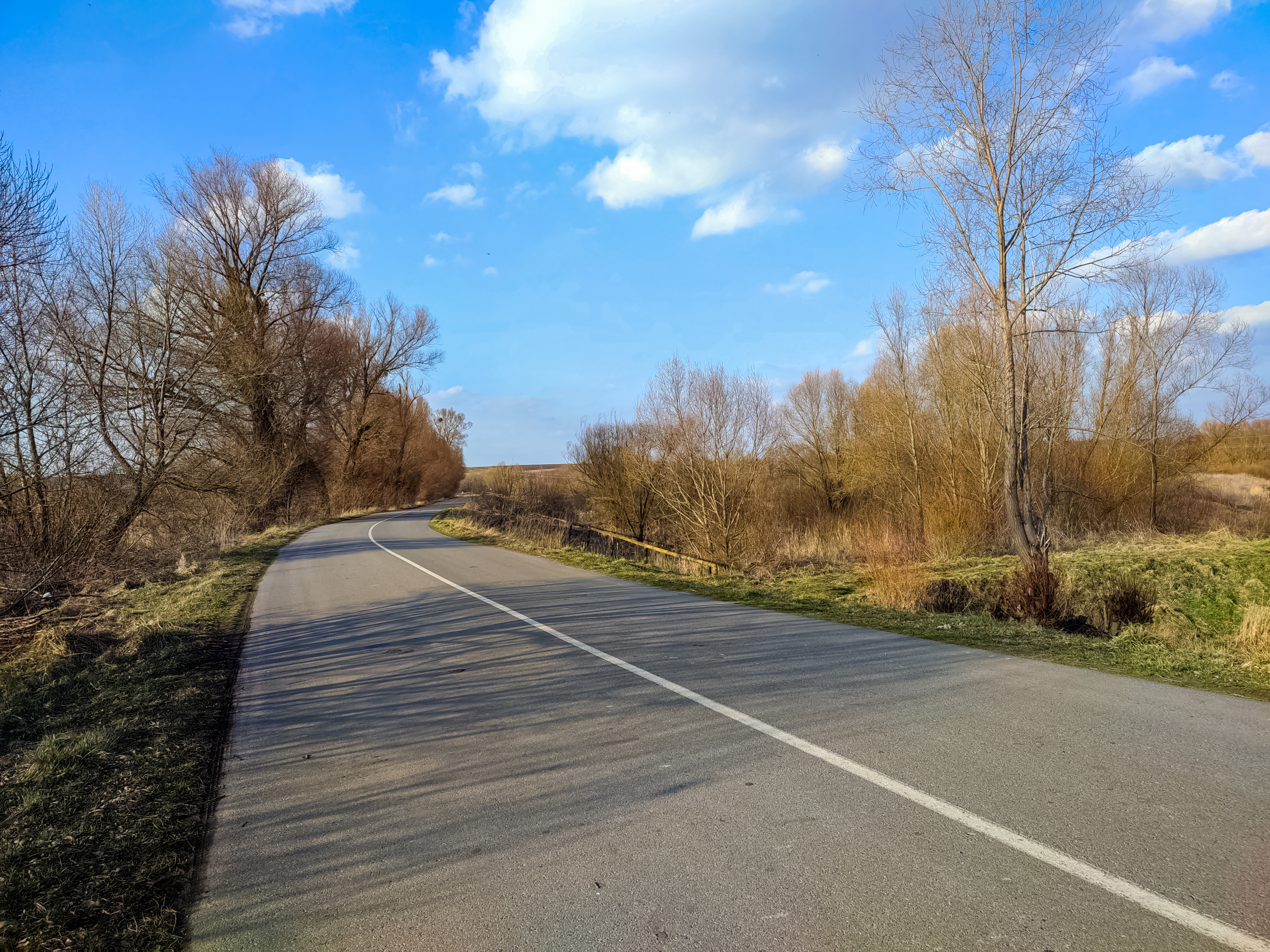
Дорога на Моломолинці
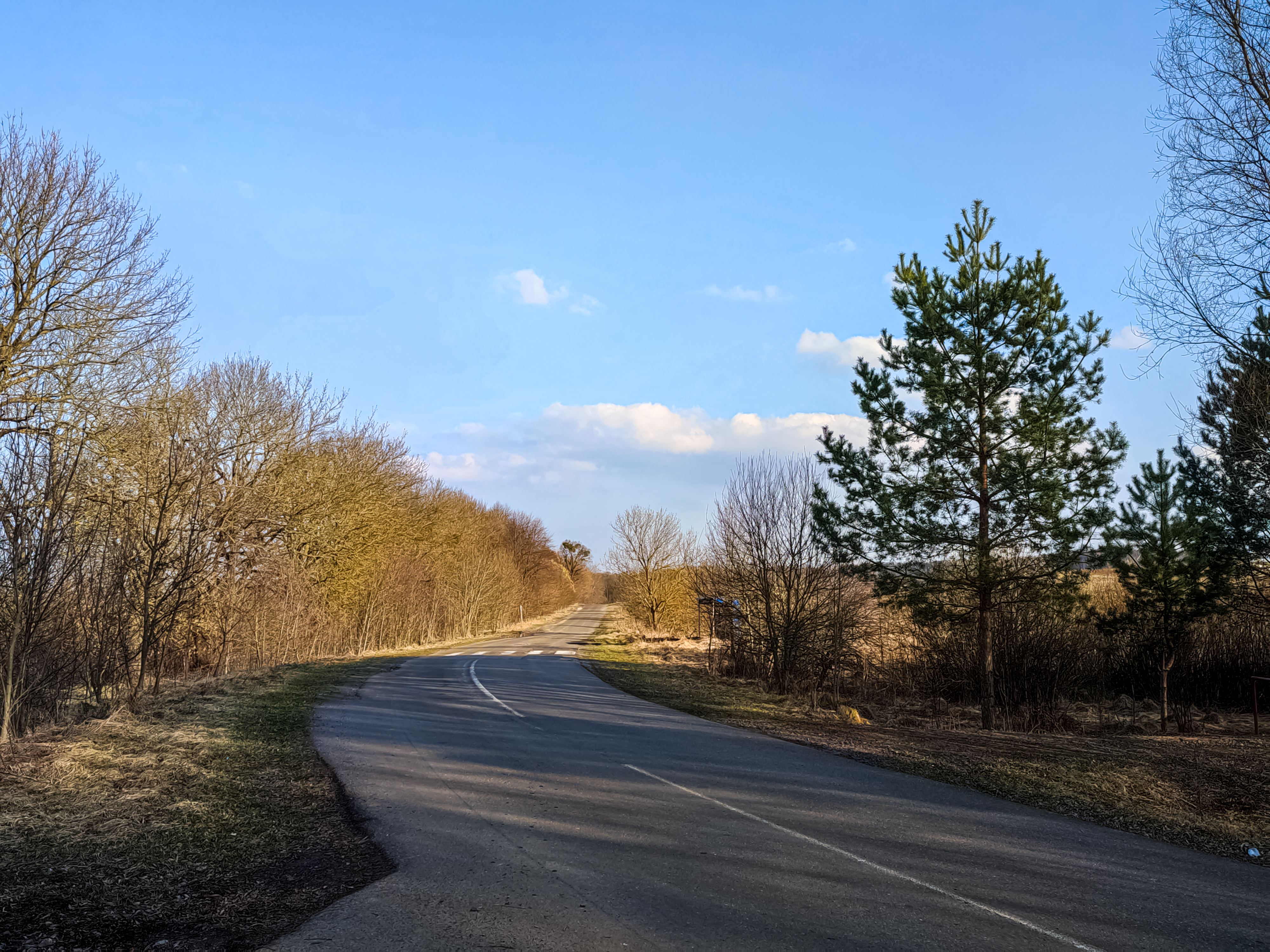
Дорога на Моломолинці
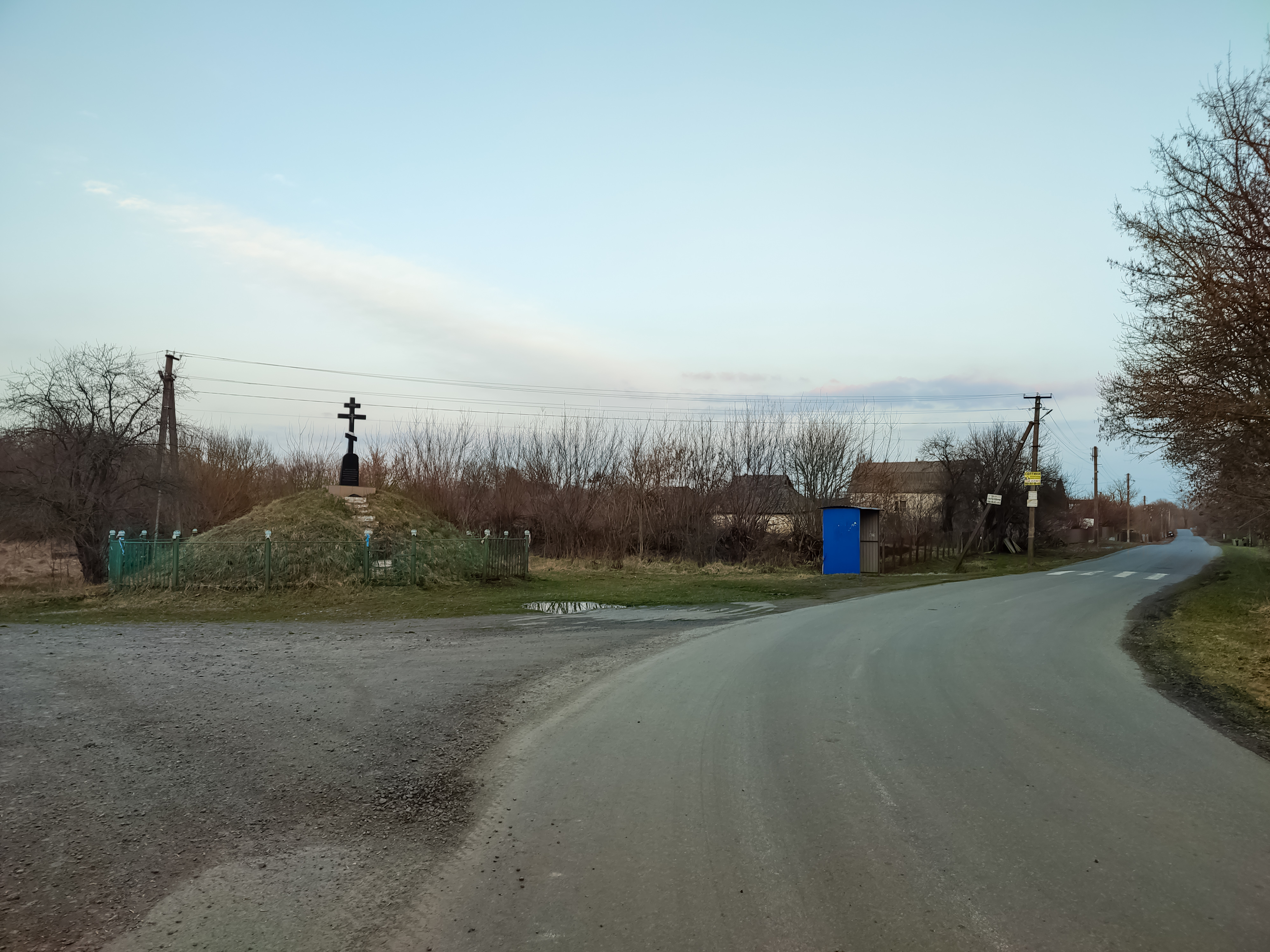
Хрест при в'їзді в село
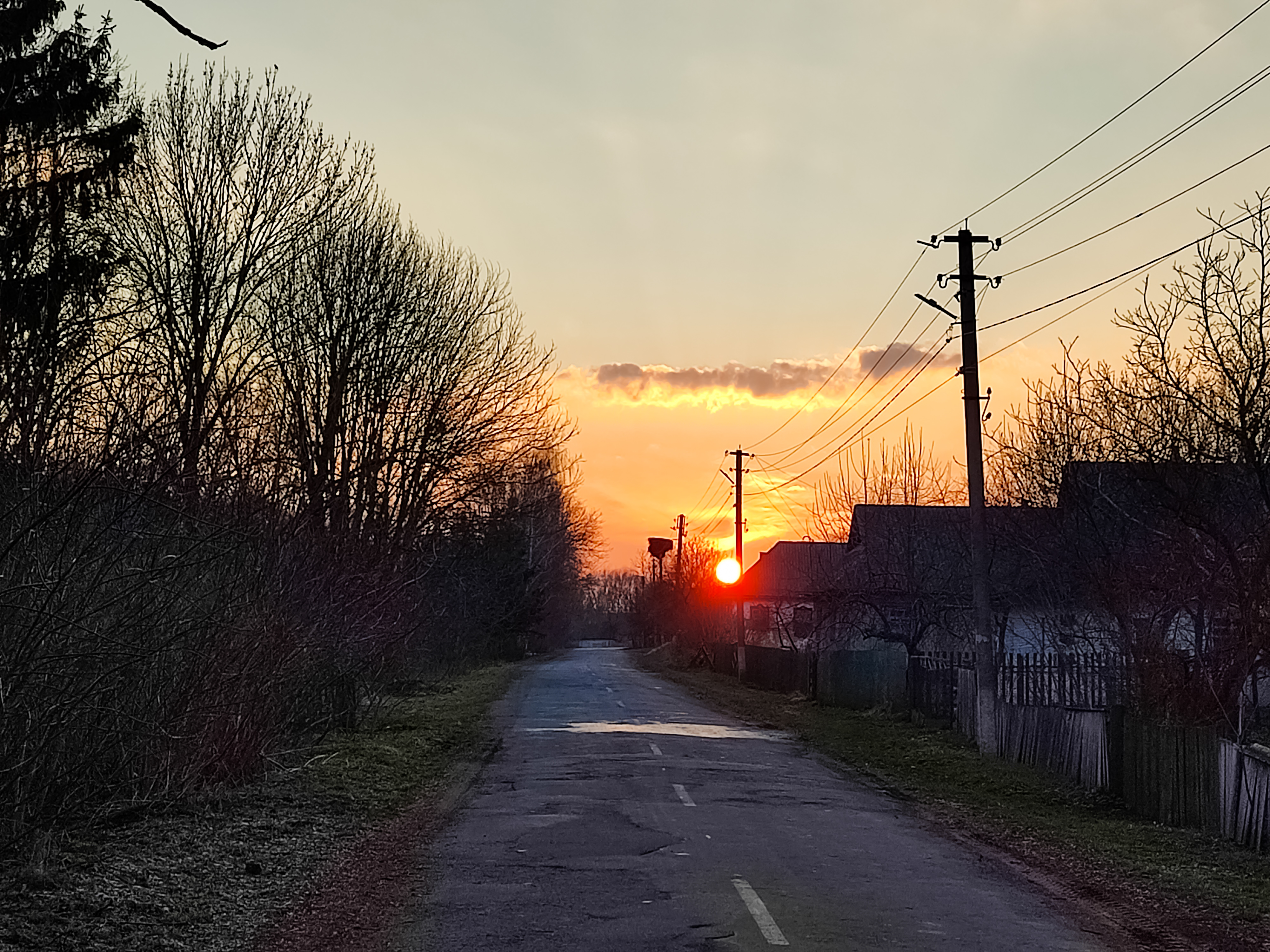
Вулиця Набережна, вид на захід
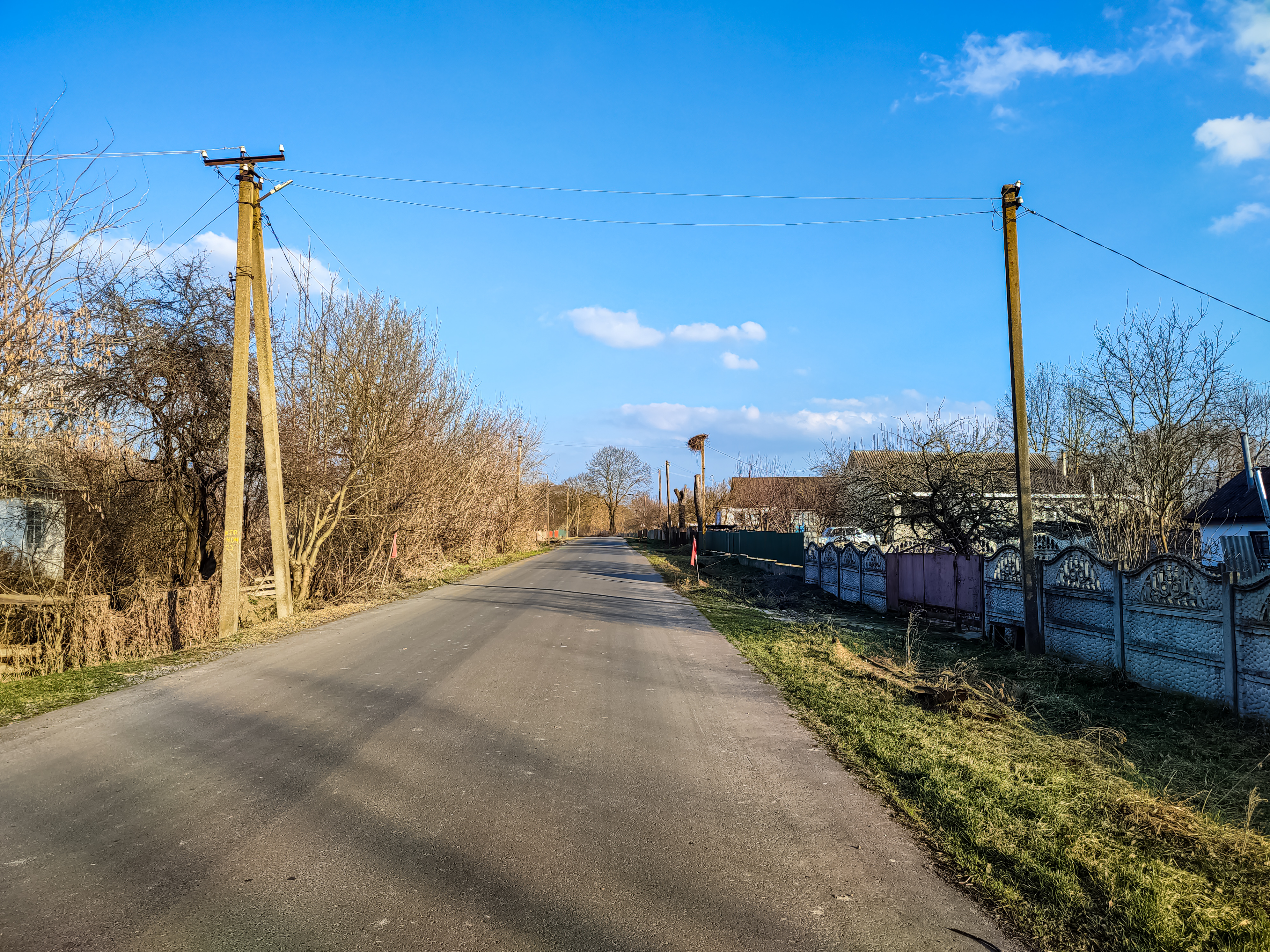
Вулиця Набережна в бік центру села
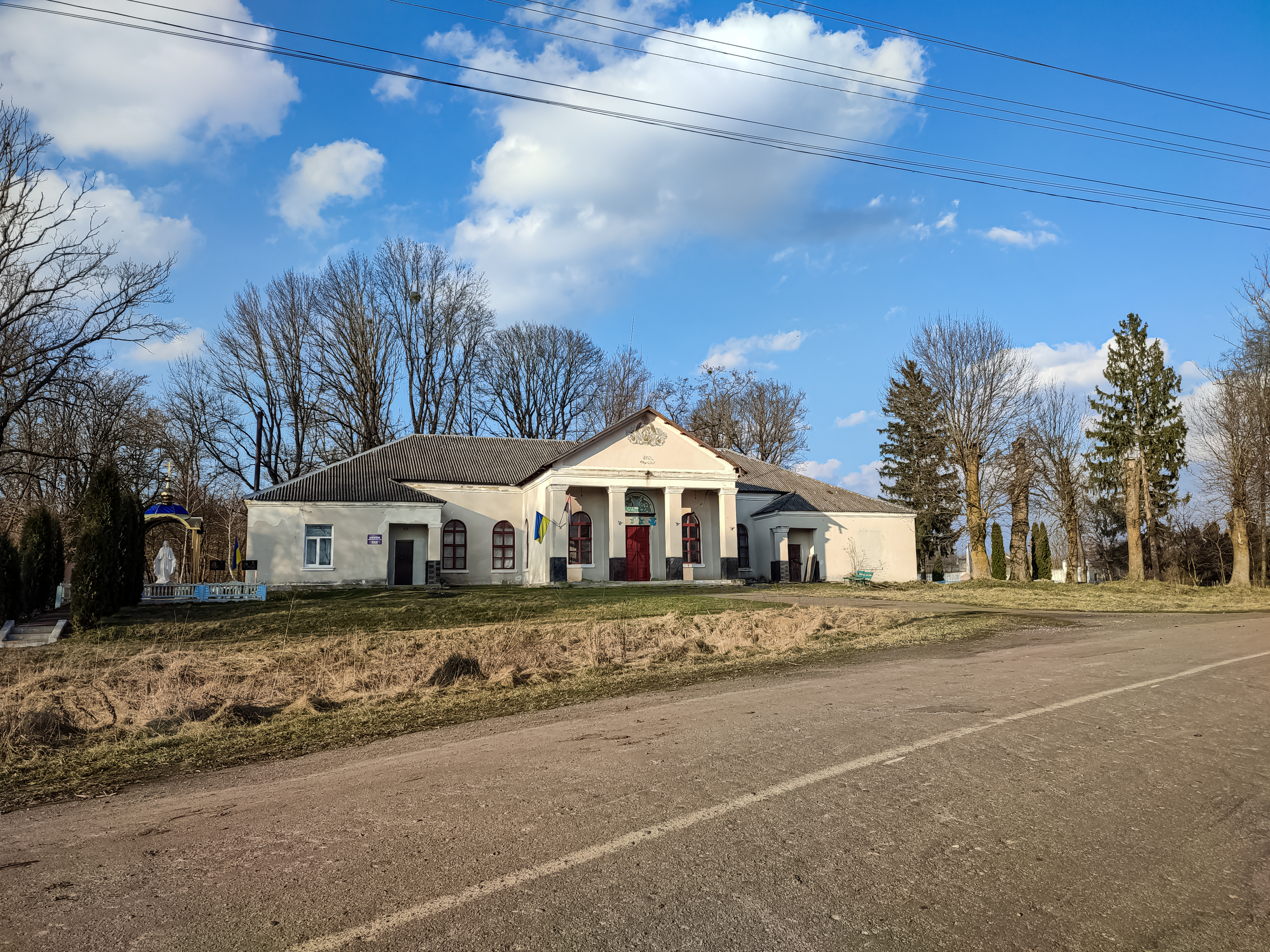
Будинок культури
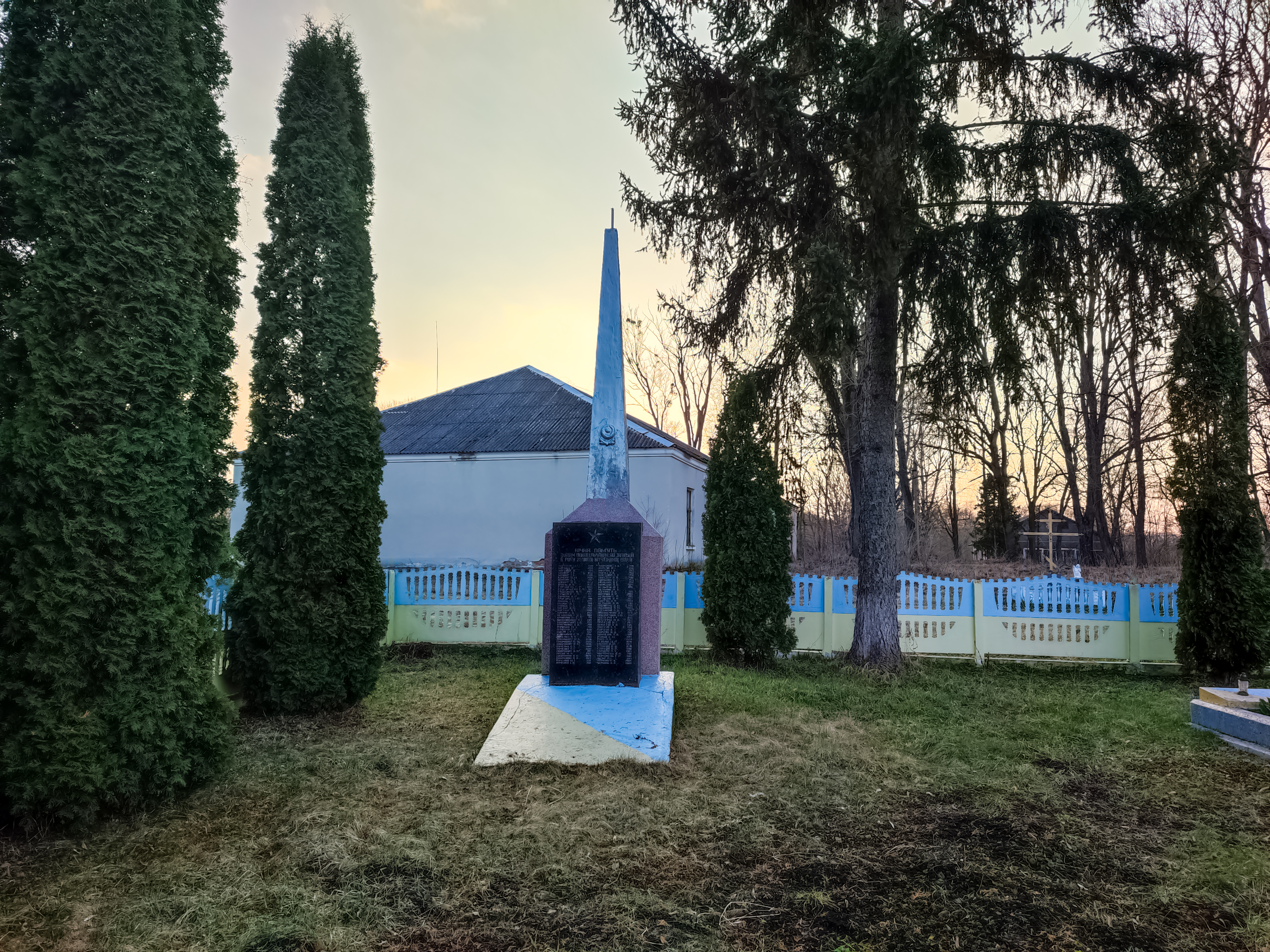
Пам'ятний знак на честь воїнів-односельчан
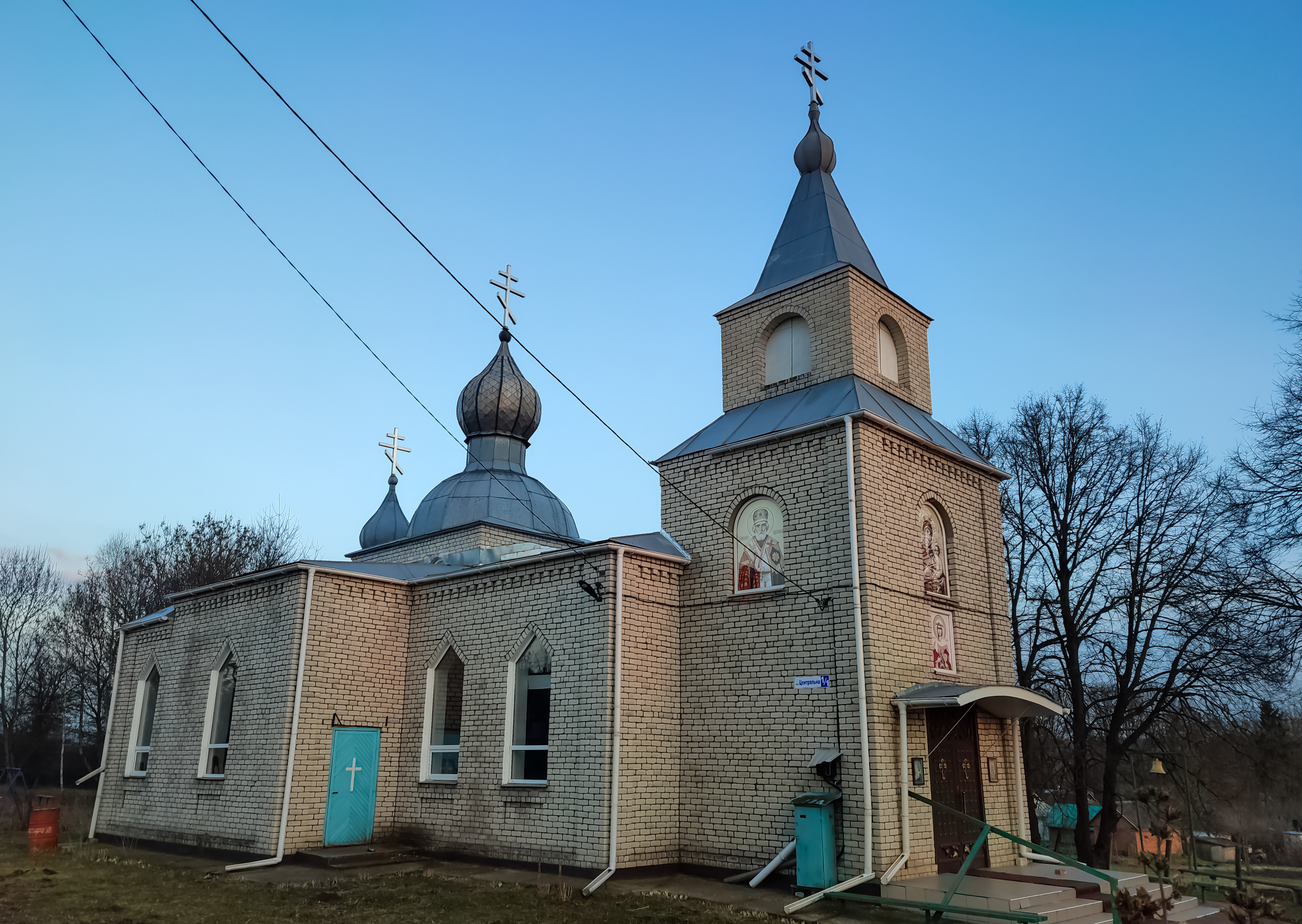
Церква Святої Варвари
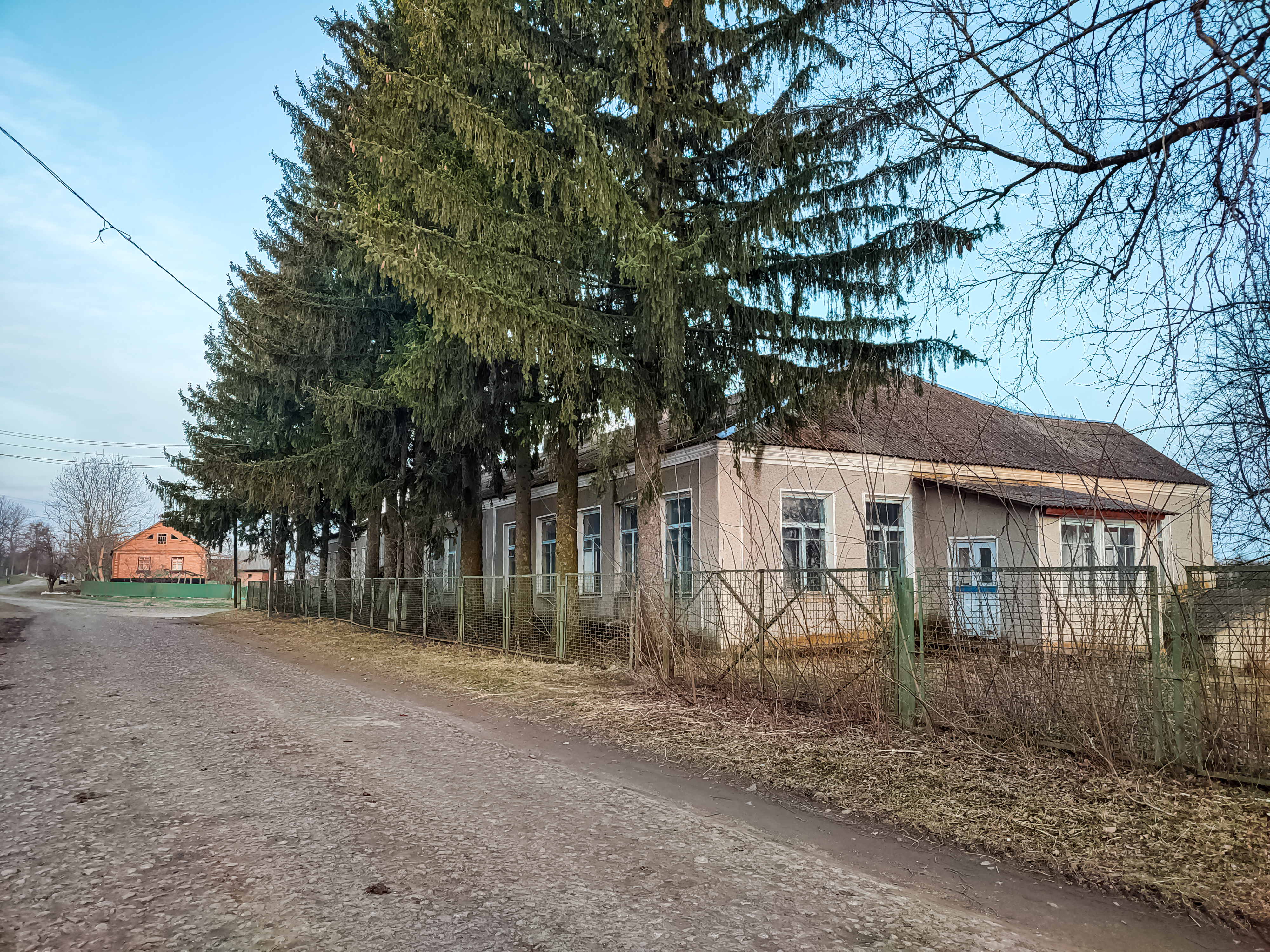
Школа
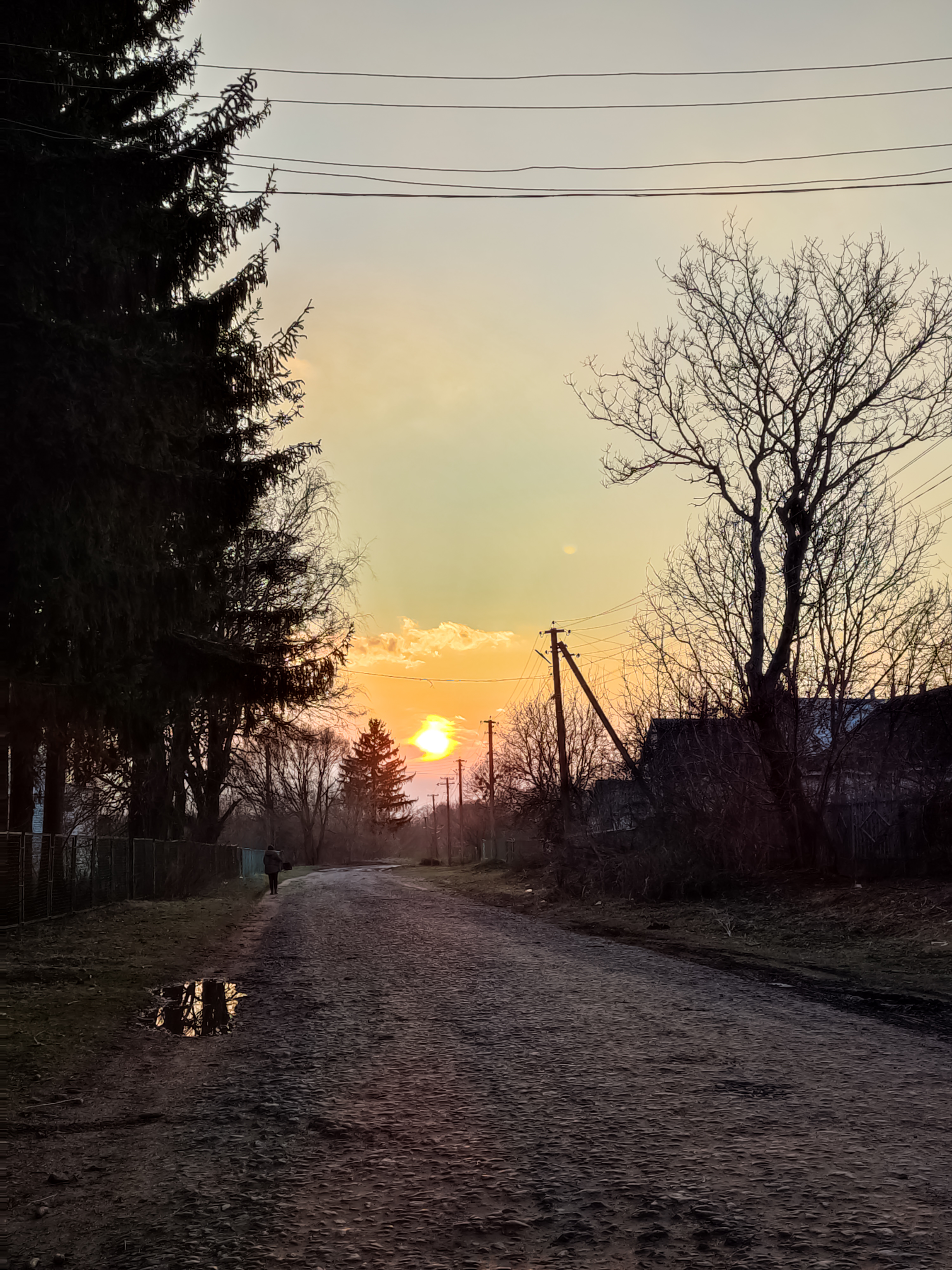
Вулиця Квітнева
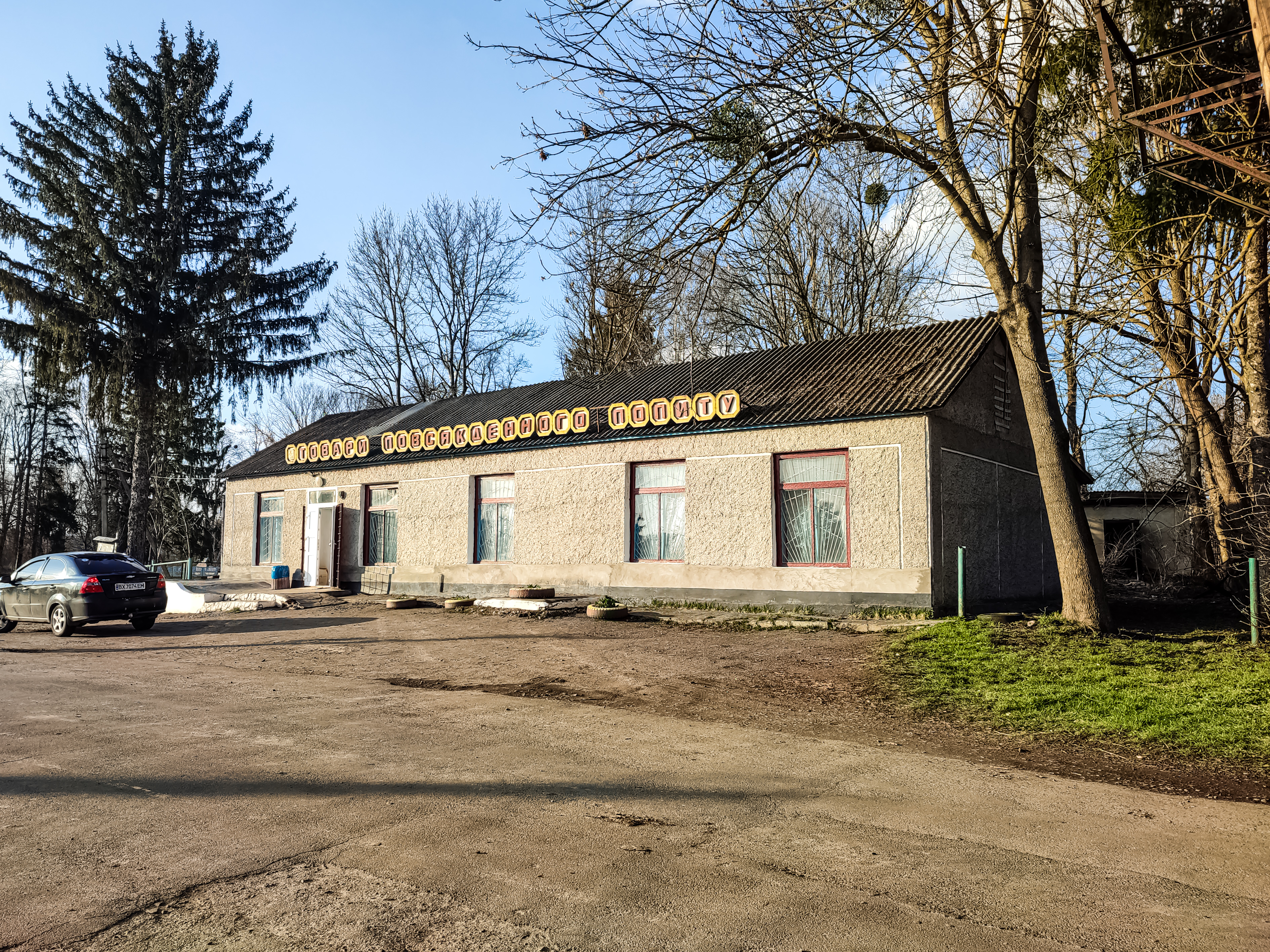
Магазин в центрі села
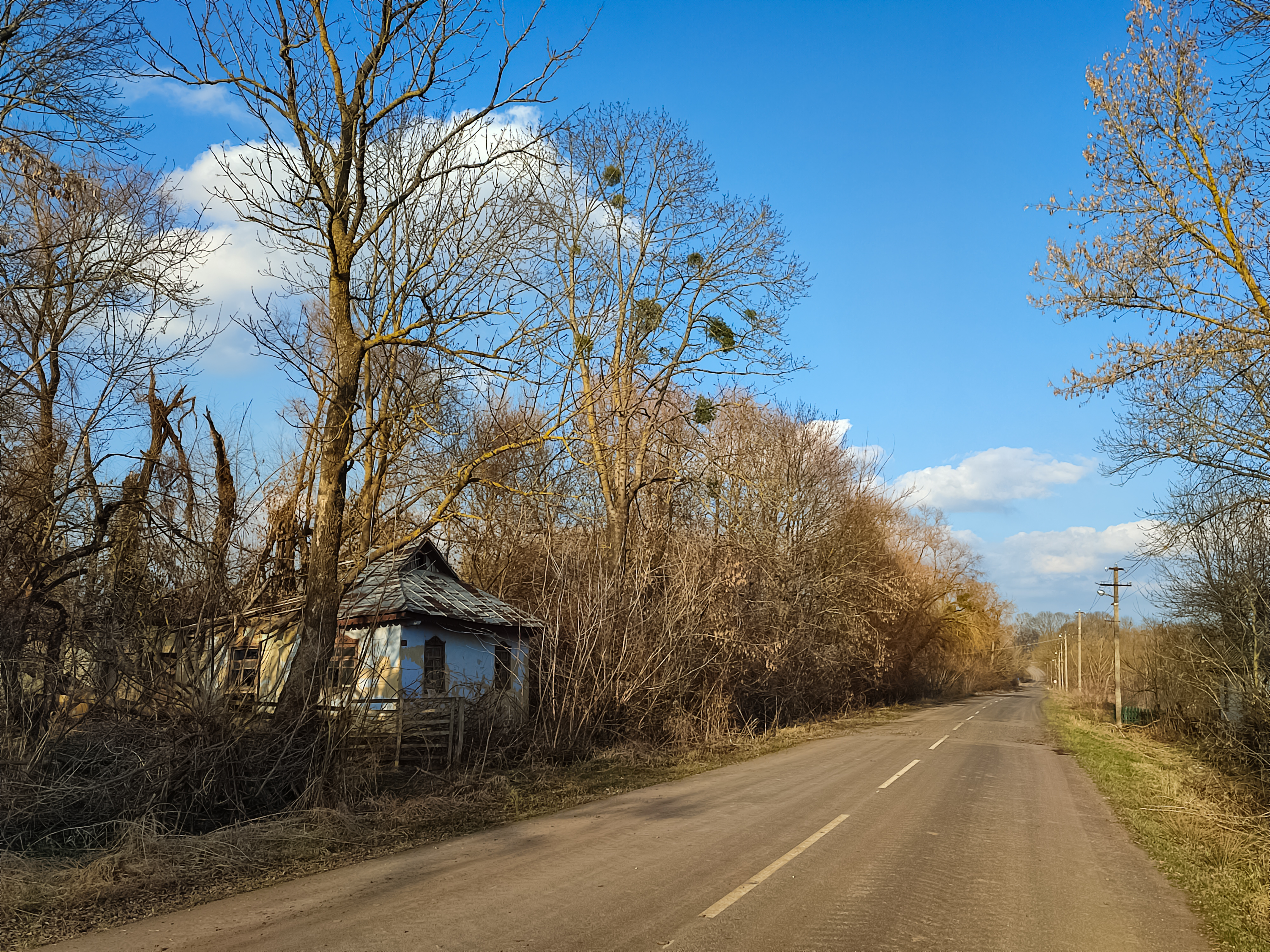
Вулиця Набережна в східній частині села
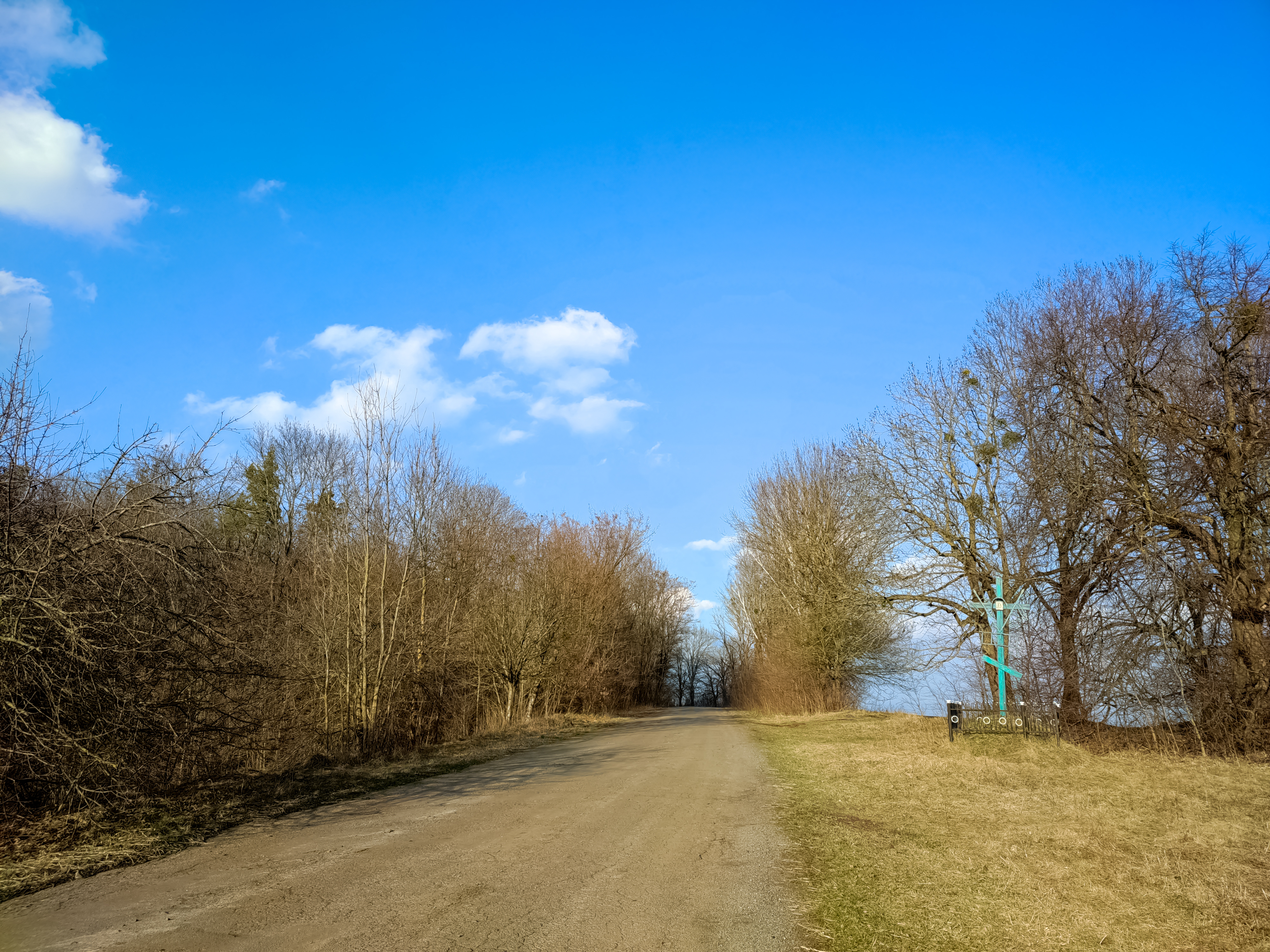
Східна околиця села, дорога в бік с. Гнатівці
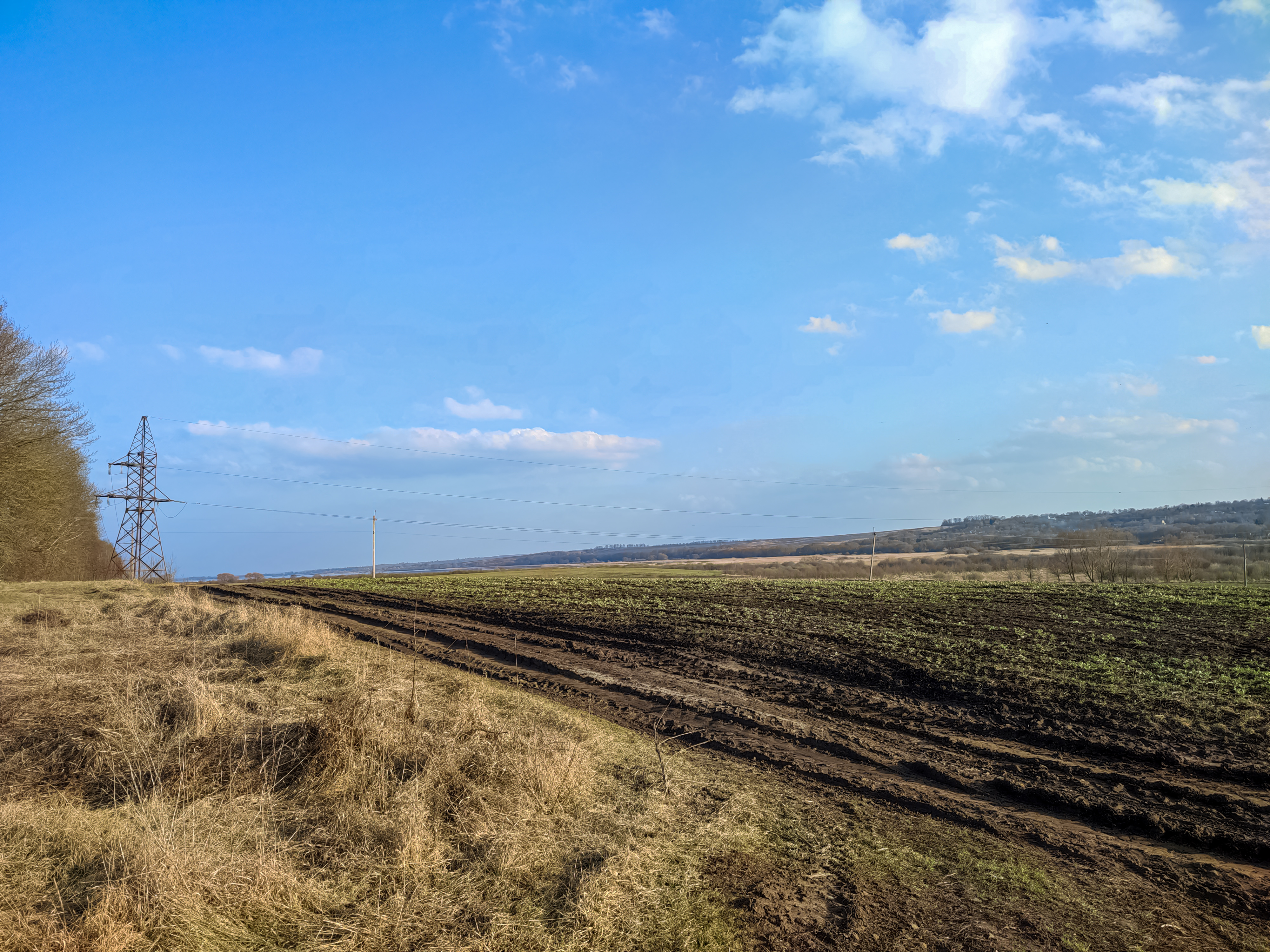
Околиці села
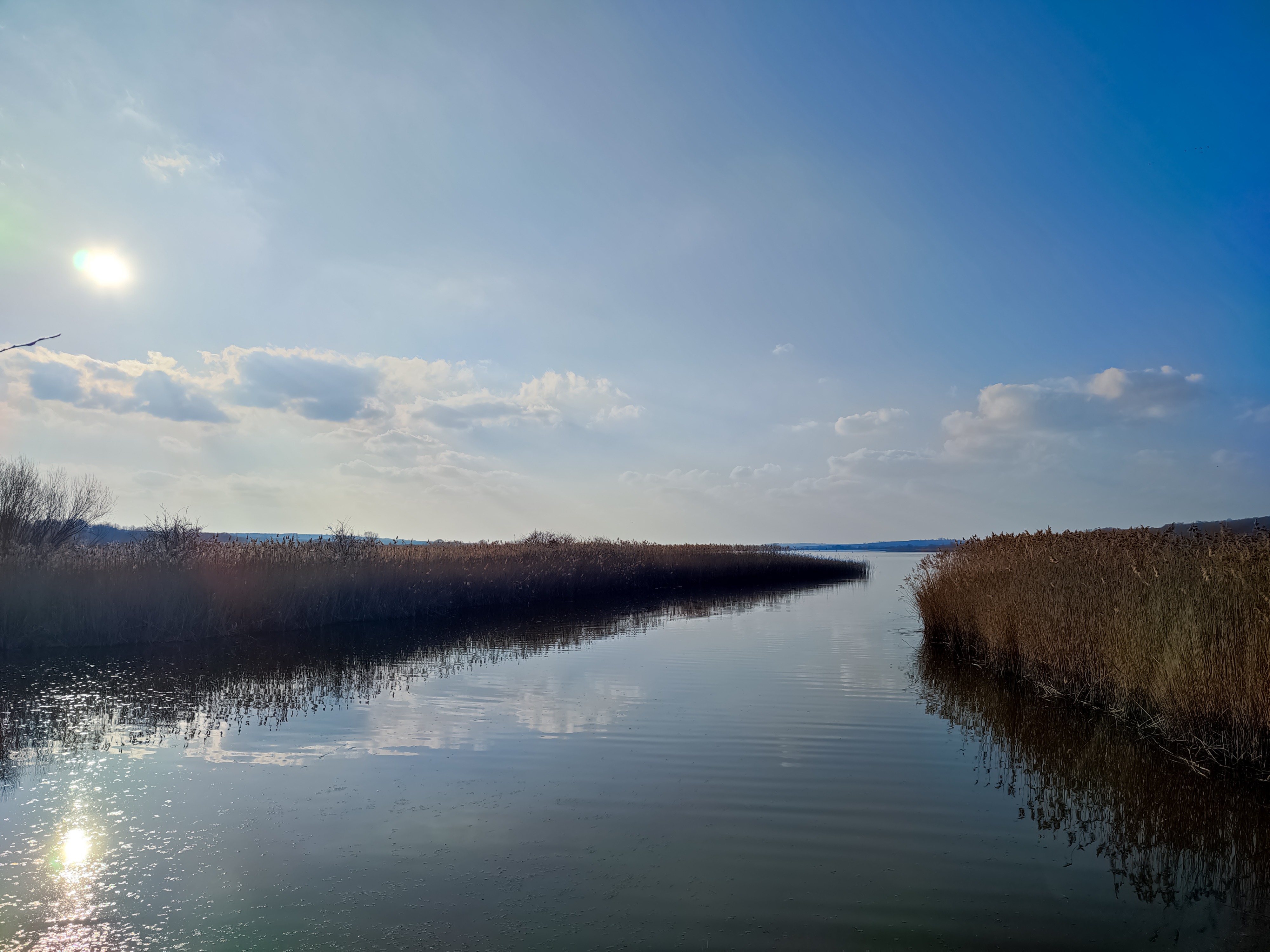
Озеро на р. Бужок поблизу Моломолинців
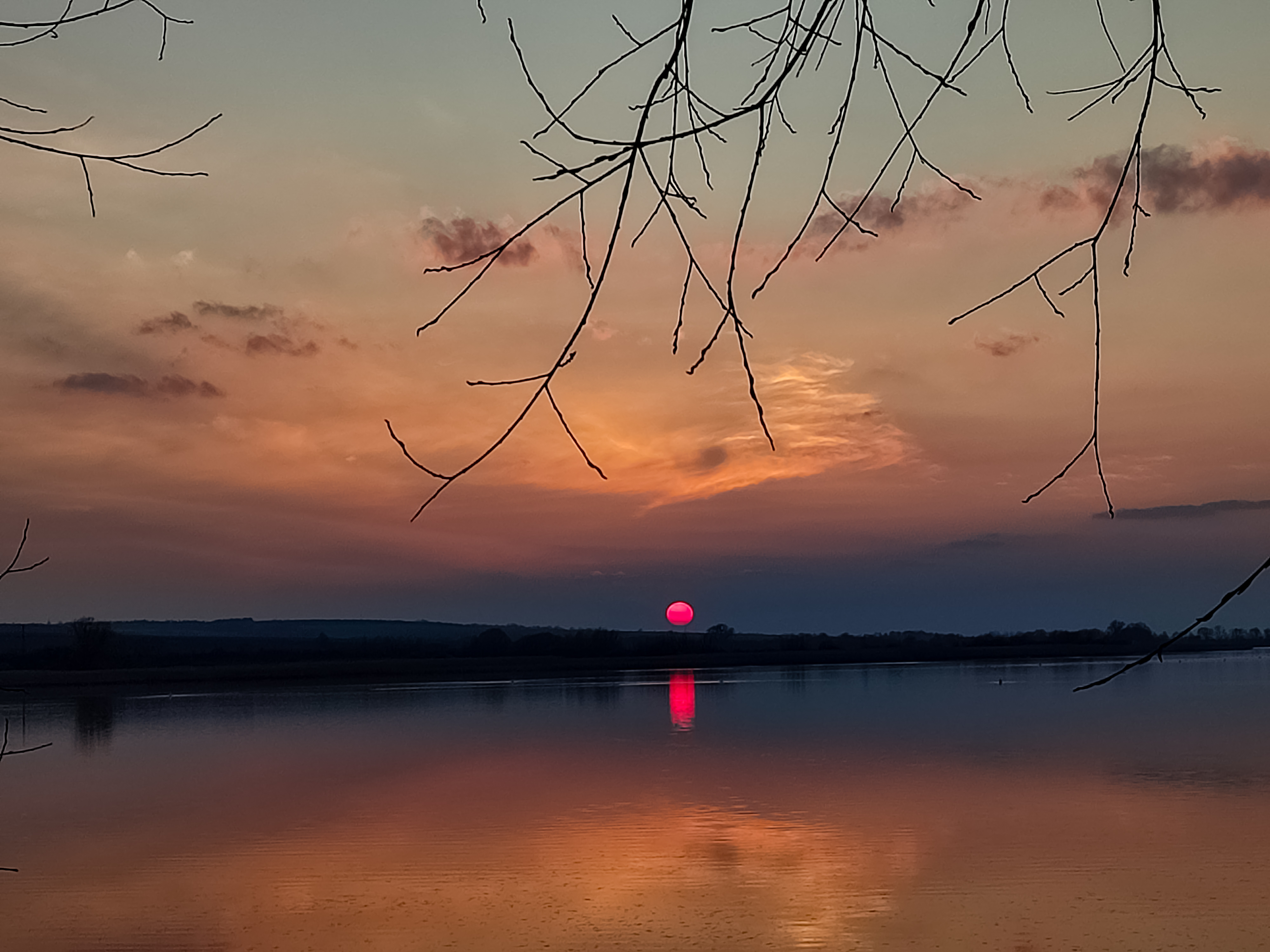
Захід Сонця на озері поблизу Моломолинців

## Відомі люди
- Цимбалюк Михайло Петрович — український письменник.